# Escut de Fageca
L'escut de Fageca és un símbol representatiu oficial de Fageca, municipi del País Valencià, a la comarca del Comtat. Té el següent blasonament:
| « | Escut ibèric amb la boca redona, partit. Al primer quarter, en camp d'argent, un arbre (faig) de sinople, terrassat del mateix color. Al segon quarter, en camp de gules, tres cards d'or, ben ordenats. Per timbre, una corona reial tancada. | » |

L'escut va ser aprovat per Resolució del 27 de novembre de 1991, del Conseller d'Administració Pública, publicada en el DOGV núm. 1.713, del 30 de gener de 1992.
El faig és un senyal parlant, al·lusiu al nom de la localitat. Al costat, les armes parlants dels Cardona, marquesos de Guadalest, antics senyors del poble.